# Wormski konkordat
Wormski konkordat je ugovor sklopljen 23. rujna 1122. godine između pape Kalista II. i cara Henrika V., kojim se car odriče investiture prelata znakovima crkvene vlasti (prstenom i štapom) čime je konačno ukinuta svjetovna investitura. Od Wormskog konkordata carevi više nikada nisu imali moć nad Katoličkom Crkvom nalik na onu iz doba otonske dinastije. Wormskim konkordatom, kojim su sukobljene strane postigle kompromis prema kojem je uvedeno načelo dvostruke investiture. Car je pristao da pravo izbora biskupa i opata i njihovo posvečenje prepustiti kleru, dok mu je zauzvrat bilo priznato pravo da izabrane crkvene dužnosnike kao svoje vazale, jer su oni ujedno bili i svjetovni gospodari zemlje koja im je pripadala, uvede u njihov posjed i od njih primi prisegu vjernosti.